# Bò sữa

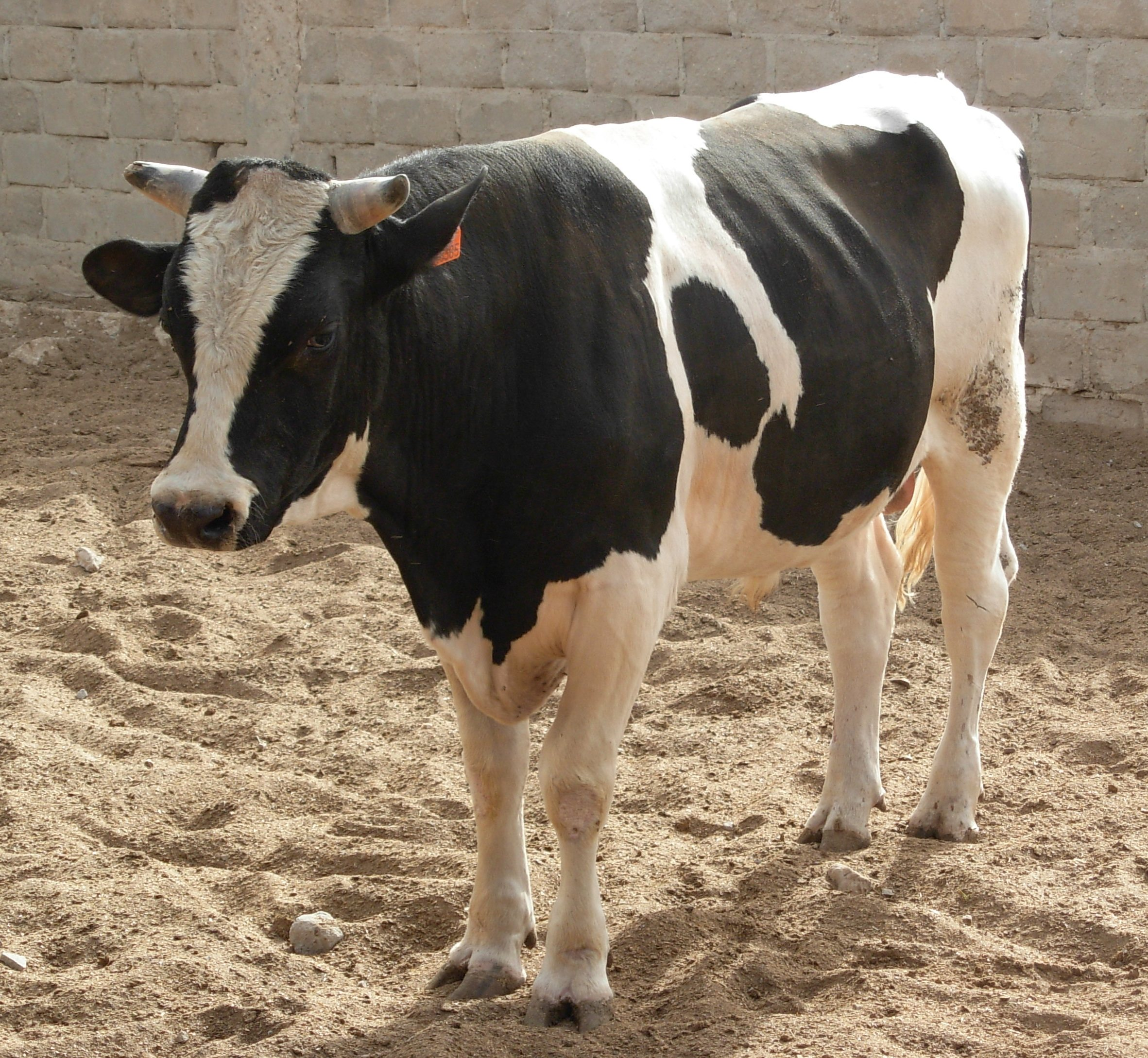
Một con bò sữa thuộc giống bò Hà Lan

Bò sữa là họ bò nhà (giống cái) được nuôi với khả năng cung cấp sữa dồi dào. Nguồn sữa bò này được dùng biến chế thành nhiều sản phẩm khác. Bò sữa nói chung là loài Bos taurus.
Về mặt lịch sử, bò sữa và bò thịt không khác nhau mấy vì nguyên thủy xuất phát từ cùng một dòng bò thường được nuôi để lấy sữa hoặc lấy thịt. Ngày nay, bò sữa được nuôi theo phương pháp công nghiệp để tập trung sản xuất, tạo ra một lượng sữa lớn và theo đuổi mục tiêu nuôi lấy thịt.
Năng suất của bò sữa với kỹ thuật khoa học và kén chọn giống đã tăng đáng kể trong 100 năm qua. Số liệu cho biết trong khoảng thời gian từ năm 1959 đến 1990, sản lượng sữa của Hoa Kỳ đã tăng gấp đôi trong khi số lượng bò sữa đã giảm đi 40 phần trăm, tức là năng suất sữa của mỗi con bò đã tăng 3 lần.